# Айдаров, Ильяс Сайярович
Илья́с Сайя́рович Айда́ров (тат. Ильяс Сәйяр улы Айдаров; род. 29 января 1956, Казань, Татарская АССР, РСФСР, СССР) — советский российский архитектор, художник. Действительный член Российской академии художеств (2012). Заслуженный художник Российской Федерации. Народный художник Республики Татарстан (2009), заслуженный деятель искусств Республики Татарстан (2005). Лауреат Государственной премии Республики Татарстан имени Габдуллы Тукая (2013).

### Биография
Родители: отец — Айдаров Сайяр Ситдикович (1928 г.р.) архитектор-реставратор, доктор архитектуры (1990), профессор (1992), член-корреспондент Российской академии архитектуры и строительных наук, действительный член Российской академии архитектурного наследия, заслуженный архитектор РСФСР (1980), заслуженный деятель науки Республики Татарстан, основатель Казанской научной школы реставрации руинизированных памятников средневековой архитектуры Татарстана. Мать — Айдарова Люция Хусаиновна (1928 г.р.). Брат — Равиль (1950 г.р.), архитектор.
В период с 1963 по 1973 гг. обучался в общеобразовательной школе № 96. В 1968 г. параллельно поступил в художественную школу № 1. С 1973 по 1980 гг. обучался в Московском Архитектурном институте на факультет жилищного и общественного строительства.
В 1977 г. в соавторстве с художником А. А. Спориусом был выполнен ряд монументально-декоративных работ в 3-х скверах в центре г. Казани и разработаны малые формы к ним.
С 1984 г. работал архитектором-художником в комбинате монументально-декоративного искусства.
С 1985 г. член молодежного объединения Союза художников России (МОСХ).
С 1985 г. член Международной Федерации художников ЮНЕСКО.
С 1994 г. работал художником-оформителем государственного Театра Пародий Владимира Винокура.
С 2004 г. член Союза Художников Республики Татарстан.
В 2005 г. за активное участие в проведении торжественных мероприятий посвященных 1000-летию Казани:
• персональная выставка в Национальном Культурном Центре Казани,
• персональная выставка в космосе на Международной Космической Станции МКС, где были представлены картины с изображением исторических достопримечательностей г. Казани,
присвоено звание Заслуженный Деятель Искусств Республики Татарстан.
2006 г. — член Союза Художников России (МОСХ)
2006 г. — член Союза Художников Москвы (МСХ)
С 2008 г. почетный член Международной Академии Культуры и Искусства.
2008 г. — победитель Второго Московского Международного Фестиваля искусств «Традиции и Современность» в номинации живопись «За оригинальность почерка и индивидуальность стиля».
Картина-победитель — «Стандарт чистоты», 2007, х.м., 95х145см
В 2009 г. за цикл произведений, посвященных воссозданию утраченного облика старой Казани присвоено звание Народный художник Республики Татарстан
2009 г. член-корреспондент Российской Академии Художеств.
2012 г. действительный член Российской Академии Художеств.
2013 г. Лауреат Государственной премии Республики Татарстан имени Габдуллы Тукая. Денежную часть премии Ильяс передал художественной школе № 1 города Казани.
2016 г. награжден медалью РТ "В память о 110-летии со дня рождения Мусы Джалиля".
2017 г. награжден медалью РТ "За доблестный труд".
2018 г. награжден серебряной медалью Российской Академии Художеств "Достойному".
2020 г. награжден орденом "Дружба" Республики Татарстан.
2021 г. вручен памятный знак РТ "Габдулла Тукай - 135 лет со дня рождения".

### Семья
- Первая супруга — Айдарова (Макарова) Марина Николаевна (1959 г.р.)
- Вторая супруга — Айдарова (Самохина) Полина Сергеевна (1977 г.р.)
- Дети:
- Айдарова Алиса 1982 г.р.
- Айдарова Анжела 1991 г.р.
- Айдаров Эмиль 2005 г.р.
- Айдаров Даниэль 2006 г.р.
- Айдаров Феликс 2009 г.р.
- Айдаров Михей  2014 внук
- Айдаров Марсель 2023 внук

### Творчество и выставки
Проиллюстрировал множество книг и журналов в издательствах «Правда», «Молодая Гвардия», «Красная Звезда» (собр. соч. А. Дюма, рассказы М. Алданова, Б. Шоу, Д. Френсиса, журналы: «Огонек», «Смена», «Вокруг Света», «Искатель», «Подвиг», «Крестьянка», «Красная Звезда», «Пограничник», «Советский Воин» и др.)
Неоднократно принимал участие в Московских, областных, региональных, республиканских и международных художественных выставках. Участник более 80 выставок, в том числе персональных.
Работы находятся в музейных коллекциях:
- Государственный Музей Изобразительных Искусств Республики Татарстан
- Национальный Музей Республики Татарстан
- Коллекция галереи Президентского Дворца Казанского Кремля
- коллекция Национального культурного центра «Казань» — г. Казань
- Музей Галии Кайбицкой — Кайбицы, Республики Татарстан
- Музей Салиха Сайдашева — г. Казань
- Музей Габдуллы Тукая — г. Уральск, Казахстан
- коллекция галереи Казанской государственной консерватории (академии) им. Н. Г. Жиганова
- Дом-музей Владимира Высоцкого — Москва
- Камчатский Краевой Художественный музей
- Литературный музей Габдуллы Тукая — г. Казань
- Музей Эрнста Неизвестного — г. Екатеринбург

а также в частных и корпоративных коллекциях в России и за рубежом.
Вот уже много лет работы Ильяса Айдарова привлекают внимание все большего числа знатоков, коллекционеров и любителей искусства — с начала 80-х годов они появляются на московских, областных, региональных, республиканских и международных художественных выставках. Сейчас трудно себе представить все многообразие работ Айдарова, разбросанных по многочисленным частным коллекциям в нашей стране и в большинстве стран Европы, Азии и Америки. И.Айдаров пишет все, он разнообразен не только в технике: живопись, графика, но и в жанрах. Пред зрителем предстают полотна, окрашенные эмоциональной проникновенностью, радостью жизни, заложенной в природе мощью, энергией созидательного начала. Его картины — это романтические образы, где реальность и вымысел сливаются воедино, это новеллы со своими неповторимыми характерами, такие неожиданно близкие, словно они знакомы нам с детства. Все это создает ощущение праздника, который художник дарит зрителю.

### Награды и звания
И. С. Айдаров удостоен ряда общественных и профессиональных наград, в том числе медали «В память 1000-летия Казани», (2005 г.) и медали «Лауреат ВВЦ», (2008 г.), ему присвоены почетные звания «Заслуженный деятель искусств Республики Татарстан» (2005 г.) и «Народный художник Республики Татарстан» (2009 г.), в 2012 году он был избран действительным членом Российской академии художеств. Заслуженный художник Российской Федерации (2013г.)
Общественные награды:
- За беспрецедентную выставку картин в космосе на борту Международной Космической Станции удостоен чести быть занесенным в Книгу Рекордов Гиннеса (Российское отделение)
- Золотая медаль Всероссийского Выставочного Центра «Лауреат ВВЦ» — павильон «Культура»
- Золотая медаль «Национальное Достояние» — Международный Благотворительный Фонд «Меценаты Столетия»
- Серебряный орден «Служение Искусству» — Благотворительное Общественное движение «Добрые Люди Мира»
- Золотой орден «Служение Искусству» — Благотворительное Общественное движение «Добрые Люди Мира»
- Орден «Слава Нации» II степени (Серебряная Звезда) — Благотворительное Общественное движение «Добрые Люди Мира»